# Tôn Bảo Kỳ
Tôn Bảo Kỳ (giản thể: 孙宝琦; phồn thể: 孫寶琦; bính âm: Sūn Bǎoqí; Wade–Giles: Sun Pao-ch´i; 1867-1931), tự Mộ Hàn (慕韩), là một đại thần nhà Thanh mạt, sau giữ chức Bộ trưởng Ngoại giao, rồi Thủ tướng Trung Hoa Dân Quốc.

## Tiểu sử
Tôn Bảo Kỳ sinh ngày 6 tháng 4 năm 1867, người huyện Tiền Đường, phủ Hàng Châu (nay là thành phố Hàng Châu), tỉnh Chiết Giang. Ông là con trai cả của Tôn Di Kinh, Tiến sĩ thời Hàm Phong, từng làm đến chức Nội các Học sĩ, Thị lang Công bộ, Hình bộ, Hộ bộ thời Quang Tự.
Từ nhỏ, ông chịu ảnh hưởng của thân phụ, được giáo dục nền tảng Nho học cổ điển. Khi vào tuổi trưởng thành, ông được làm Ấm sinh. Năm 1886, ông được triều đình bổ làm Đạo đài Trực Lệ. Ông đã được liệt vào danh sách bổ nhiệm cho một chức vụ ở nước ngoài vào năm 1898, nhưng việc bổ nhiệm ông đã bị trì hoãn vì phong trào Nghĩa Hòa Đoàn. 
Năm 1900, Bát quốc liên quân công phá Bắc Kinh, ông theo Hoàng đế Quang Tự đào vong đến Tây An. Năm 1901, ông được bổ làm Tùy viên sứ quán Thanh triều tại Đức, Tây Ban Nha, Bồ Đào Nha, Pháp. Tháng 7 năm 1902, được thăng làm Sứ thần tại Pháp. Năm 1905, ông về nước, được bổ làm thự Phủ doãn Thuận Thiên. Tháng 4 năm 1907, ông lại được bổ nhiệm làm Sứ thần tại Đức, chịu trách nhiệm đàm phán thu hồi lại Thanh Đảo. Năm 1908, ông về nước, được sung Bang biện đại thần, phụ trách tuyến đường sắt Thiên Tân-Phổ Khẩu. Năm 1911, ông được chuyển sang làm Tuần phủ Sơn Đông. Ông giữ vai trò quan trọng trong việc ngăn cản Đức tiếp tục giữ độc quyền khai khoáng ở Sơn Đông.
Chứng kiến sự yếu kém của triều đình trước các cuộc nổi loạn trong nước và sự hùng mạnh của các nước phương Tây, Tôn trở thành một người ủng hộ nhiệt thành cho công cuộc canh tân triều đình, ủng hộ chính phủ lập hiến cho Trung Quốc. Năm 1910, ông từng dâng sớ lên triều đình, thúc đẩy cho một hệ thống nội các mới thay cho cơ cấu Quân cơ xứ đã lỗi thời.
Cuối năm 1911, Cách mạng Tân Hợi nổ ra. Tôn Bảo Kỳ ngay lập tức tuyên bố Sơn Đông độc lập. Tuy nhiên, không lâu sau, ông lại tuyên bố thủ tiêu độc lập khi Viên Thế Khải lên nắm quyền và từ chức sau đó.

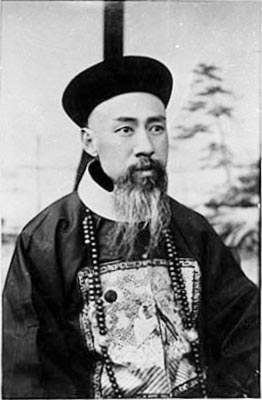
Tôn Bảo Kỳ

Sau khi chính quyền Dân quốc thành lập, Tôn tham gia một doanh nghiệp tư nhân với Hoàng thất nhà Thanh, nhưng nhanh chóng bị lôi kéo vào Chính phủ với tư cách là Đồng Giám đốc và sau đó là Tổng Giám đốc Cục Hải quan. Ngày 11 tháng 9 năm 1913, ông được bổ nhiệm Tổng trưởng Ngoại giao trong nội các của Thủ tướng Hùng Hy Linh, chịu trách nhiệm đàm phán một thỏa thuận với Nga mà Nga công nhận quyền bá chủ của Trung Quốc đối với Ngoại Mông và Trung Quốc công nhận quyền tự trị của Ngoại Mông. Khi Hùng Hy Linh từ chức, ngày 12 tháng 2 năm 1914, ông giữ quyền Thủ tướng cho đến khi Từ Thế Xương đảm nhận chức vụ vào ngày 1 tháng 5.
Tháng 7 năm 1914, Thế chiến thứ nhất bùng nổ. Trên tư cách Tổng trưởng Ngoại giao, Tôn ủng hộ một chính sách trung lập cho đất nước Trung Quốc. Tuy nhiên, đến tháng 1 năm 1915, ông từ chức Ngoại trưởng để phản đối 21 yêu cầu của Nhật Bản.
Tháng 1 năm 1916, ông được bổ nhiệm giữ chức Viện trưởng Viện Kiểm toán. Từ thời điểm này, ông chủ yếu làm việc trong lĩnh vực kinh tế, trái ngược với công việc chính sách đối ngoại trước đây của ông. Tháng 4 năm 1916, ông nhậm chức Tổng trưởng Tài chính trong Nội các Đoàn Kỳ Thụy. Tháng 6 năm đó, ông kiêm nhiệm chức Tổng Giám đốc Công ty Hán Dã Bình. Năm 1919, ông nhậm chức Chủ tịch Cục Chiêu thương (cơ quan xúc tiến thương mại). Năm 1920, ông nhậm chức Tổng tài Cục điều tra kinh tế (thuộc Đốc biện Thuế vụ). Tháng 1 năm 1922, ông nhậm chức Chủ tịch Ủy ban sông Trường Giang. Tháng 4 năm đó, ông được bổ nhiệm giữ chức Phó chủ tịch Ủy ban cứu trợ Hội nghị Thái Bình Dương.
Sau khi Tào Côn nhậm chức Tổng thống, ngày 12 tháng 1 năm 1924, Tôn Bảo Kỳ được bổ nhiệm vào chức vụ Thủ tướng lần thứ hai. Chỉ 3 ngày sau, Nội các của ông nhậm chức, trong đó, Tôn kiêm nhiệm chức Chủ tịch Ủy ban Ngoại giao. Trong nhiệm kỳ của mình, Tôn đề xuất phương châm "Phụng hành hiến pháp", "Hòa bình thống nhất", chủ trương thiết lập ngoại giao với Liên Xô, đồng thời củng cố quan hệ với Đức. Tuy nhiên, đến giữa năm, nhân bất hòa với Tổng trưởng Tài chính Vương Khắc Mẫn, thân tín của Tổng thống Tào Côn, Tôn một lần nữa từ chức vào ngày 2 tháng 7 năm 1924. Chức vụ Thủ tướng do Tổng trưởng Ngoại giao Cố Duy Quân tạm quyền.
Tháng 2 năm 1925, ông được Đoàn Kỳ Thụy bổ nhiệm vào chức vụ Đốc biện Thương cảng Thượng Hải. Đến tháng 8 năm đó, ông được đổi sang làm Đại sứ Trung Hoa Dân quốc tại Liên Xô, nhưng ông không nhậm chức. Năm 1926, ông được bổ nhiệm làm Hiệu trưởng Đại học Trung-Pháp.
Năm 1928, Tôn nghỉ hưu tại Đại Liên khi Bắc phạt đến Bắc Kinh năm 1928. Năm 1929, ông đến Hồng Kông để điều trị chứng rối loạn đường ruột mạn tính và đến Thượng Hải và Hàng Châu vào năm 1930. Bệnh tình của ông xấu đi ngay sau đó và ông qua đời tại Thượng Hải ngày 3 tháng 2 năm 1931, thọ 65 tuổi.